# Paul Frielinghaus
Paul Erich Frielinghaus (* 14. Dezember 1959 in Darmstadt) ist ein deutscher Schauspieler. Er spielte von 2001 bis 2013 die Rolle des Dr. Markus Lessing in der ZDF-Krimiserie Ein Fall für zwei.

## Leben
Paul Frielinghaus ist Sohn eines Veterinärs und dessen Frau. Ein Bruder ist der Architekt Michael Frielinghaus. Die Schauspielerin Erna Fassbinder und der schon 1946 verstorbene Kammersänger Wilhelm Fassbinder waren seine Großeltern, der Kölner Bildhauer Wilhelm Fassbinder war sein Urgroßvater. Frielinghaus wuchs im osthessischen Hünfeld auf, wo sein Vater ab 1960 als Amtstierarzt tätig war. Dort machte er 1978 das Abitur. Im selben Jahr belegte er mit einem Computerprogramm für das Bohnenspiel (Kalaha) beim Bundeswettbewerb Jugend forscht den 5. Platz, was ihm einen einmonatigen Studienaufenthalt am Weizmann Institute of Science in Israel einbrachte. Nach seinem Zivildienst als Rettungssanitäter machte er die Aufnahmeprüfung für ein Schauspielstudium.
Er studierte von 1980 bis 1984 Schauspiel an der Hochschule für Musik und Theater Hannover. Danach spielte er am Stadttheater Würzburg zahlreiche Rollen. 1988 zog er nach Berlin und erhielt dort sein erstes Engagement an der Freien Volksbühne unter der Regie von Ruth Berghaus. Im „magazin“ des Theaters am Kurfürstendamm spielte er den Philinte in Enzensbergers Menschenfeind nach Molière. 1990 hatte er eine kleine Rolle in dem Kinofilm Dr. M. von Claude Chabrol. Ein deutsch-japanisches Theaterprojekt des Regisseurs Shogo Ohta brachte ihn 1993 nach Tokio.
Einer breiteren Öffentlichkeit bekannt wurde er als Lehrer Thomas Brenner in der ARD-Fernsehserie Nicht von schlechten Eltern, die 1994 den Telestar und einen Zuschauer-Bambi gewann. Es folgten Rollen in Fernsehfilmen und -serien. Im Jahr 2000 wurde Frielinghaus als Dr. Markus Lessing der vierte Rechtsanwalt in der ZDF-Krimiserie Ein Fall für zwei. Als er 2012 ausschied, war er mit 118 Folgen der längste Partner des Privatdetektivs Matula, gespielt von Claus Theo Gärtner. Seitdem arbeitet er wieder frei für Fernsehen, Film und Bühne.
Der 2014 gedrehte Kurzfilm Tantalum, der den Zusammenhang zwischen Mobiltelefonen und Kinderarbeit thematisiert, lief weltweit auf dreißig Festivals und gewann Preise in London und New York.
Im Jahr 2016 spielte er bei den Burgfestspielen Jagsthausen den William von Baskerville in der Bühnenfassung von Umberto Ecos Roman Der Name der Rose.
Paul Frielinghaus lebt mit seiner Frau, deren Sohn aus erster Ehe und einer gemeinsamen Tochter in Berlin.

## Filmografie (Auswahl)
- 1990: Dr. M (Kinofilm)
- 1991: Der Deal (Fernsehfilm)
- 1992: Freunde fürs Leben (Fernsehserie)
- 1993–1998: Nicht von schlechten Eltern (Fernsehserie, 39 Folgen)
- 1994: Großmutters Courage (Fernsehfilm)
- 1995: Unser Charly – Kleiner Affe – Große Liebe (Fernsehserie)
- 1995: Der Richter und das Mädchen (Fernsehfilm)
- 1996: Im Namen des Gesetzes – Auf und davon (Fernsehserie)
- 1996/1997: girl friends – Freundschaft mit Herz (Fernsehserie, 13 Folgen)
- 1997: Parkhotel Stern (Fernsehserie, 5 Folgen)
- 1999: JETS – Leben am Limit – (Fernsehserie)
- 1999: Verführt – Eine gefährliche Affäre (Fernsehfilm)
- 1999: Männer sind wie Schokolade (Fernsehfilm)
- 1999: Schlosshotel Orth – Eine neue Chance (Fernsehserie)
- 2000: SOKO 5113 – Tod unter Strom (Krimireihe)
- 2000: Zoom – It’s Always About Getting Closer (Kinofilm)
- 2000–2013: Ein Fall für zwei (Fernsehserie, 118 Folgen)
- 2004: Hallo Robbie! – Der Ausreißer (Fernsehserie)
- 2009: Alarm für Cobra 11 – Die Autobahnpolizei – Das Ende der Welt (Fernsehserie)
- 2009: Küstenwache – Nehmt Abschied Brüder (Fernsehserie)
- 2014: Alarm für Cobra 11 – Die Autobahnpolizei – Tote kehren nicht zurück und Die dunkle Seite
- 2014: Tantalum (Kurzfilm)
- 2015: SOKO 5113 – Die grüne Schlange
- 2015: Wilsberg – Bittere Pillen
- 2016: Akte Ex – Zum Sterben schön (Fernsehserie)
- 2015: Nur nicht aufregen! (Fernsehfilm)
- 2017: In aller Freundschaft – Die jungen Ärzte – Versteckte Wunden (Fernsehserie)
- 2017: Der Usedom-Krimi – Nebelwand (Fernsehserie)
- 2018: Der Staatsanwalt – Die Macht der Sterne (Fernsehserie)
- 2018: Notruf Hafenkante – Stegners letzte Coup (Fernsehserie)
- 2018: SOKO Wismar – Die Yacht-Jäger (Fernsehserie)
- 2019: Letzte Spur Berlin – Schattenpolitik (Fernsehserie)
- 2020: In aller Freundschaft – Die jungen Ärzte – Mut fassen und Wahrheiten (Fernsehserie)
- 2022: In aller Freundschaft – Die jungen Ärzte – Gefühlsmenschen, Anziehungskraft und Reisende (Fernsehserie)
- 2023: In aller Freundschaft – Die jungen Ärzte – Angeschlagen und Richtungswechsel (Fernsehserie)